# 米勒鎮區 (密歇根州)
米勒鎮區（英語：Mueller Township）是位於美國密歇根州斯庫克拉夫特縣的一個行政鎮區。

## 地方資料
米勒鎮區的面積為227.35平方千米，當中陸地面積為216.55平方千米，而水域面積為10.80平方千米。根據2020年美國人口普查的數據，當地共有人口260人，而人口密度為每平方千米1.14人。